# Pont Hohenzollern
Le pont Hohenzollern (en allemand Hohenzollernbrücke) est un pont sous arc métallique, sur le Rhin, entre Cologne et Deutz. Il est situé sur le Rhin au kilomètre 688,5. 
Construit entre 1907 et 1911, ce pont était à l'origine aussi bien routier que ferroviaire, mais après sa destruction en 1945 par les troupes allemandes en retraite et sa reconstruction, il devint seulement accessible aux trains et aux piétons.
Avec 1 220 passages par jour, c'est le pont ferroviaire le plus utilisé d'Allemagne : il relie les gares de Köln Hauptbahnhof et Köln-Deutz.
Comme la cathédrale de Cologne (le Dom), il est l'un des symboles de la ville de Cologne.

## Historique
Il remplace l'ancien pont de la cathédrale (Dombrücke). Ce dernier était un pont ferroviaire à deux voies construit en 1859, mais qui était devenu insuffisant pour faire face à la montée du trafic. 

## Caractéristiques

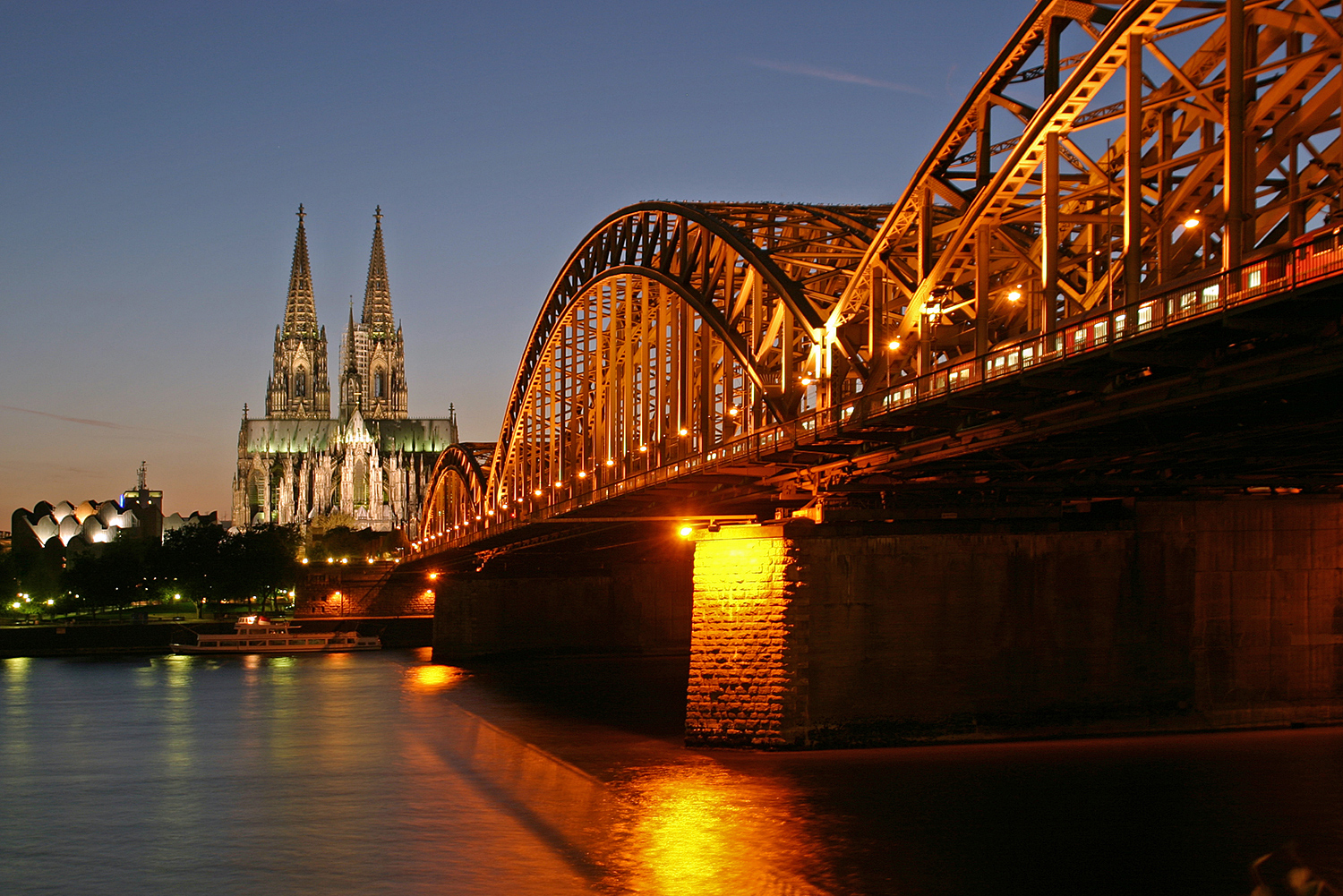
Pont Hohenzollern, avec la cathédrale de Cologne et le musée Ludwig en arrière-plan.

Tout comme de nombreux ponts à travers le monde, ce pont est orné de cadenas d'amour. En juin 2015, le nombre de cadenas a été estimé à 500 000.